# Greim (Alacsony-Tauern)
A Greim az Alacsony-Tauernnek egy markáns hegycsúcsa. 2474 m magas, St. Peter am Kammersberg község területén fekszik, Felső-Stájerországban.
A Greim aránylag könnyen megmászható, például a déli oldalról a Greimhüttétől (1680 m) kiindulva. A Greimhütte St. Peter am Kammersbergből autóval elérhető.